# Chủ nghĩa hiện đại
Chủ nghĩa hiện đại là khái niệm rộng, chỉ trào lưu văn học nghệ thuật ở các quốc gia phương Tây và Nam Mỹ, xuất hiện vào cuối thế kỷ 19. Chủ nghĩa hiện đại chủ trương cắt đứt với các truyền thuyết lãng mạn của văn thơ trước đó, đưa ra những quan điểm và phương pháp sáng tác mới như Chủ nghĩa ấn tượng, Chủ nghĩa lập thể, Chủ nghĩa biểu hiện, Chủ nghĩa siêu thực, Chủ nghĩa Dada, Chủ nghĩa vị lai... Khái niệm Chủ nghĩa hiện đại còn chỉ các trào lưu Làn sóng mới, Tiểu thuyết mới, kịch phi lý xuất hiện sau Chiến tranh thế giới thứ hai.
Chủ nghĩa hiện đại phê phán Chủ nghĩa hiện thực. Theo những nghệ sĩ Chủ nghĩa hiện đại, Chủ nghĩa hiện thực chỉ là sự mô phỏng, bị lệ thuộc vào thực tại. Với họ, nghệ thuật phải mổ xẻ cuộc sống và bay ra khỏi cuộc sống. Tiếp theo Chủ nghĩa hiện đại là xu hướng hậu hiện đại, xuất hiện khoảng 1960 tại châu Âu và Mỹ.